# صفاء هادي
صفاء هادي (مواليد 14 أكتوبر 1998 في بغداد)، هو لاعب كرة قدم عراقي يلعب مع القوة الجوية في مركز الوسط. والمنتخب العراقي.

## بداياته
ولد صفاء هادي في بغداد في عام 1998 في مدينة الصدر قطاع 32. بدأ مسيرته في مدرسة عمو بابا الكروية ونادي أمانة بغداد حتى عام 2015، ولعب للفريق الأول في الموسم 2015-2016، انتقل إلى نادي الميناء في صيف عام 2016، ثم إلى نادي الزوراء في شتاء عام 2017. وسجل أول هدف له في الدوري مع نادي أمانة بغداد في 29 شباط 2016 ضد نادي النجف في الدوري العراقي الممتاز.

## المسيرة الدولية
على المستوى الدولي شارك صفاء هادي في أول مباراة دولية في 8 أيار / مايو 2018 مع منتخب العراق الوطني في مباراة ودية ضد منتخب فلسطين.

## إنجازات
مع نادي الزوراء
- الدوري العراقي الممتاز: 2017-18
- كأس العراق: 2016-17، 2018–19
- كأس السوبر العراقي: 2017

مع نادي الشرطة
- كأس السوبر العراقي: 2019

مع نادي نادي كريليا سوفيتوف سامارا
- الدوري الوطني الروسي لكرة القدم: 2020-21

## وصلات خارجية
- صفاء هادي على موقع الاتحاد الآسيوي (الإنجليزية)
- صفاء هادي على موقع قاعدة بيانات كرة القدم.إي يو (الإنجليزية)
- صفاء هادي على موقع ناشيونال فوتبول تيمز (الإنجليزية)
- صفاء هادي على موقع Soccerway.com (الإنجليزية)
- صفاء هادي على موقع عالم كرة القدم.نت (الإنجليزية)
- صفاء هادي في zerozero.pt
- صفاء هادي في footballdatabase.